# Tugt- og Børnehuset
Tugt- og Børnehuset var et opdragelseshjem for forældreløse børn på Christianshavns Torv på Christianshavn, grundlagt af Christian 4. i 1605. Med tiden blev hjemmet også brugt som en straffeanstalt for voksne, kendt som Kvindefængslet på Christianshavn.

## Oprettelse og baggrund

### Farvergade
Hjemløse børn blev bragt hertil og oplært indenfor et bestemt håndværk. Halvdelen af alle anbragte børn døde af sygdomme, mens 20% af dem flygtede. Kun meget få forlod anstalten til fordel for et arbejde i det øvrige samfund.
Anstalten producerede tekstiler til militærets uniformer, og det kan diskuteres, om der reelt var tale om tvangsarbejde for kongen, selv om man i 1605 udtrykte, at anstalten skulle medvirke til at komme betleri til livs. "Løsgængere skulle henordnes og indtages og siden lære et haandværk, hvormed de deres brød kunde fortjene." Af et regnskab fra 1606 fremgår, at tugthuset nærmest var en håndværkerskole indenfor tekstilfremstilling, sådan at tugthuset blev Danmarks første egentlige tekstilmanufaktur. Ved oprettelsen i 1605 fokuserede man kun på voksne af begge køn, "som omløber at tigge og trygle og ikke med deres hænders arbejde vil fortjene deres føde". Der var nærmest en klapjagt på løsgængere med tanke på at få udnyttet deres arbejdskraft. Ved opsamlingen blev der medtaget en del hjemløse børn, og snart viste det sig, at børnene var langt mere motiveret for håndværksarbejde end de voksne. Fra nu af udgik der jævnligt påbud til by og land om at indfange fattige børn uden skoleplads eller arbejde, og sende dem til København.
Først lå anstalten i Farvergade, hvor der i 1606 nævnes 44 drenge under ledelse af to vævere og perlestikkere. I 1607 nævnes også en possementmager og en tripmager. Samme år begyndte man med oplæring af små piger i spinding. I 1608 kom der en uldbereder, en vantmager, en tapetmager og en hatstafferer. Nu var der tale om 26 håndværksmestre.
I 1609 kom en forordning om, at lensmændene skulle være mere energiske og sende så mange lediggængere, løse drenge og kvinder, som muligt; og snart kom de i mængdevis, også fra Norge, til fordeling mellem værkstederne. I 1619 rasede pesten, så tugthuset måtte midlertidigt lukkes. Der skulle ligge 2–3 børn i hver køje, men der var snarere tale om 4–5 børn. Dette øgede i høj grad smittefaren. I 1620 blev også personer dømt for "uærlige gerninger" indsat i anstalten, som fik karakter af straffeanstalt.

### Mellem Amagertorv og Gråbrødretorv
Efter pestepidemien udsendte Christian 4. i 1621 en forordning, hvorved institutionen blev opdelt i et regulært tugthus og et børnehus i opdragende hensigt. Rentemester Christoffer Urne havde det overordnede opsynsansvar, mens en foged stod for stedets daglige drift. I 1630'erne var op mod 700 personer i gang med fremstilling af tøj af uld, silke, linned og bomuld. Der var ikke tale om nogen straf. Tid var afsat til skolegang og leg. Hensigten var at få lært børnene et håndværk, de kunne ernære sig ved. Efter tre år som svend i tugthuset fik drengene økonomisk støtte til at etablere sig som frie håndværkere. Børnene fik god og nærende mad, hvad Christian 4. jævnligt forvissede sig om ved selv at prøvesmage den. Han fik indrettet et eget kontor i porthuset, der gav navn til den nærmeste gade, som indtil ca. 1850 hed Tugthusporten. Kongen kunne finde på at møde op kl. 5 om morgenen for at kontrollere, at læremestrene også var mødt frem. På trods af lægetjeneste og medicinsk behandling var dødeligheden blandt børnene stor. De mange epidemier i byen bredte sig hurtigt, hvor folk var stuvet tæt sammen. I 1618 blev børnehuset så hårdt ramt af pest, at man ikke turde andet end at lukke det ned i en periode.
Kostplanen var øl og brød til frokost, koldt eller varmt efter årstiden. Til middag var der flæsk og kål om søndagen, islandsfisk og kål mandag og lørdag, kød og kål tirsdag og torsdag, fisk og kål om onsdagen, sild og kål om fredagen. Tre gange om ugen vankede der sennep til maden, og to gange eddike.
I realiteten var børnehuset et sted, hvor ulydige og vanartede børn kunne anbringes til en opvækst omgivet af byens arbejdssky elementer, drukkenbolte, tyve og løsagtige kvinder, som politi og vægtere ustandseligt pågreb. I 1622 var der 450 "lemmer", steget i 1625 til 700 beboere fordelt på 11 specialværksteder, deriblandt skomageri, skrædderi, linnedsyning, knytning af fiskenet, samt fremstilling af inventar og produktionsmidler. I 1613 producerede man 468 stk. klæde. Men private meldte sig sjældent som købere. Det meste gik til det kongelige klædekammer og tugthusets egne beboere, samt til bådsmændene og skibsfolkene på Bremerholm.
I 1629 brød pesten ud igen, og tre år senere talte man 621 døde i børnehuset alene. Anstalten gik stadig med underskud og blev nedlagt som manufakturfabrik. Bygningerne blev solgt i 1650.
I stedet for gav Frederik 3. i 1653 50 landflygtige bøhmiske klædemagere med familie 20 års skattefrihed og lov til at slå sig ned på kongens ladegård. Derfra skulle de fremstille og sælge klæder både i alenmål og stykvis;  men snart klagede de over mangel på folk til spinding, skønt der gik store, stærke betlere på gaden. Kong Frederik beordrede så magistraten og fattigforstanderne til at fremskaffe det fornødne antal spinderiarbejdere.
Først i 1662 blev børnehuset genoprettet, nu på Christianshavn, for fremstilling af klæde til hær og flåde; men først i 1665 lå det til rette for en større produktion. Kongen havde da skænket en gård på Christianshavn til brug som børnehus. Dens eksakte beliggenhed er ukendt; men den blev også brugt som fængsel for straffedømte voksne, og måtte udvides med en bygning ud mod Skt. Annæ Gade.
I 1667 fandtes der over 320 beboere, som "holdes til ærligt haandværk at lære". Og selv om man talte om "børnehuset", gjorde man sig stadig større anstrengelser med at få rekrutteret voksne tiggere, tyve og andre lovbrydere, der havde undgået galgen. Børnehuset blev tvedelt, til industriskole for børn og til straffeanstalt for voksne lovbrydere. Fra 1668 kom også "de berygtede kvinder".
Med penge fra fattigmidlerne kunne man i 1669 opføre en ny, tiltrængt fløj; men produktet blev ikke af den grund mere efterspurgt. Klædet blev aftaget af militæret, men officererne udviste stor uvilje. De klagede over tøjets slette kvalitet. Private ville ikke købe tøjet, men de lærde skoler købte det til fattige peblinge. I 1673 fik det københavnske købmandskompagni et alvorligt tilhold om at bestille klæde fra børnehuset for at fremme dets industri - selv om regeringen indrømmede, at produktet knapt kunne siges at opfylde købmændenes krav om kvalitet.
I 1676 var kassen tom; gælden var på 20.000 rigsdaler. En tidligere inspektør foreslog at reducere "lemmernes" antal fra 300 til 80; men der var ingen midler til at hjælpe dem, der blev sendt ud på gaden. I 1685 blev over 200 fattige taget ind fra gaden. Pludselig rummede man igen 500 mennesker. Samme år blev "Guldhuset" i Rigensgade skænket Chr. Werner til klædefabrik, og betydeligt udvidet af kongen under navnet Det kongelige Uldmanufaktur (Guldhusfabrikken). Officererne blev beskyldt for at tiltuske sig drengene, der stak af. Fattigfogederne var også forhadt af almuen.
14. januar 1714 blev nogle fattigfogeder overfaldet af matroser med knive, stenkast og blottet kårde i Grønnegade, så den ene fik fem store huller i hovedet, og hans højre pegefinger nærmest hugget af. To andre blev slået "blå og blodige". Man så hyppigt den slags optøjer, når de arresterede tiggende koner og børn. Også overklassen lod sine folk prygle fogederne.
En helt ny monumental bygning i barokstil til anstalten blev opført 1739-41 ved Philip de Lange. Fra 1742 blev anstalten udvidet med et "rasphus", hvor nogle af de sværeste mandlige forbrydere – voldsmænd og mordere fra hele landet - blev indsat til strafarbejde. Der "raspede" (filede) de det giftige farvetræ campeche (Haematoxylum campechianum)  fra kolonierne til Københavns farverier og til brug i maling. Tugthuset havde eneret på udvinding af farvestof fra campeche; men trævirket var så brandfarligt, at ingen varmekilde var tilladt. Uden varme eller vinduer, ikke en gang et stearinlys til at oplyse cellen med, blev fangerne nedbrudt af det giftige støv fra træet, der satte sig i lungerne og gav udslæt.  Det røde støv farvede også fangernes hud, hår og dragter rødbrune, så de blev genkendt overalt. I forbedringshuset sad tyveknægte og andre "skarnsfolk". Om dagen arbejdede de i mørke, beskidte værksteder, og om natten sov de i fællesrum med en stor, stinkende balje på gulvet som toilet.
Fangerne var helt afskåret fra omverdenen og måtte hverken se, tale med eller skrive til familiemedlemmer. Flere delte seng, og halmmadras og sengelinned blev vasket kun én gang i året. Fangerne selv fik kun ét bad og nyt tøj én gang i året. Hver tredje måned blev de kronraget. Ligesom i tyske koncentrationslejre og det sovjetiske Gulag opnåede udvalgte fanger privilegier for at holde styr på de andre. Som afstraffelser brugtes piskning, slag og brændemærkning.
Forfatteren og samfundsrevseren Niels Ditlev Riegels besøgte i 1787 stedet og beskrev de uhumske forhold i sit anonymt udgivne tidsskrift Maanedsskriftet Kiøbenhavns Skilderie. Han fremsatte desuden en plan for en reform af stedets økonomi, som dog ikke blev taget op af administrationen.
I 1790 ændrede institutionen navn til Tugt-, Rasp- og Forbedringshuset på Christianshavn og fik mere karakter af et egentligt fængsel. Guldhornstyven Niels Heidenreich var indsat her.

## Oprøret i 1817
25. juni 1817 fandt et voldsomt fangeoprør sted. I alt var der 495 indsatte, hvoraf 143 kvinder. "Slaglille Fanden" og Johannes Pedersen "Vovehals" på rasphuset havde planlagt oprøret over længere tid, som en fortsættelse af flere små flugt- og oprørsforsøg, der mislykkedes pga. manglende koordinering og planlægning. Fanger med adgang til værksteder og værktøj fremstillede falske geværer til at true vagterne med; samt nøgler og falske pas og papirer, så fangerne kunne slippe ud gennem Københavns porte. Der havde været en sultestrejke to år tidligere og andre mindre former for modstand, der viste en voksende kampvilje til forskel fra de tidligere selvmord. Tunneller blev gravet og sedler sendt rundt imellem de forskellige afdelinger, viklet om småsten og kastet, eller skudt med pusterør: "Ulykkelige medfanger! Vi har erfaret, at I har besluttet at gøre et udbrud. Og I kan ved denne lejlighed stole på fangerne i tugthuset. Vi har to gange vist os, og vi skal tredje gang gøre fyldest. I fald Gud ikke vil hjælpe os, skal Fanden være vor medhjælper. Dersom direktionen skulle få nys om affæren, og kaptajn Mangor skulle komme herop, skal de blive omringede." Bitre erfaringer havde vist, at stikkere var en betydelig trussel og derfor måtte identificeres og uskadeliggøres. Alligevel fik en medfange stukket dem til fængselsdirektionen. Efter planen skulle oprøret bryde ud om søndagen, men det blev fremskudt til onsdagen, da Andreas Eggers, en af de centrale personer, blev sendt i isolat. På vej igennem fængselsgården varslede Eggers fangerne i tugthuset, der som svar blafrede med hvide klude gennem tremmerne - det aftalte signal. Kort efter angreb tugt- og rasphusfangerne vogterne, og fik på kort tid kontrol over fængslet. 14 fanger flygtede gennem fængselsdirektørens bolig, mens andre løb omkring for at slippe flere medfanger fri.
Vinduer blev knust, og indbo kastet ned på gaden. Ud af porten kom en militær hest galoperende i retning af Langebro med en stor rødbrun mand i sadlen. Larmen tiltog, og ud kom en ny rødbrun mand med fuldskæg, svingende en vældig kølle. Han løb mod volden og Amagerport, forfulgt af to soldater. Den ene snublede, og hans kollega fortsatte efter den flygtende, som forsvandt på den anden side af volden.
De hårde fanger fra rasphuset startede oprøret; men snart kom fangerne fra den lettere afdeling med. Vogterne måtte flygte ud af bygningerne og hente hjælp fra de nærliggende militærkaserner i Strandgade og Wildersgade. Soldater derfra tog opstilling udenfor det brændende tugthus og mødte flygtende fanger med skarpladte geværer. Tre kanoner blev opstillet på torvet. Forfatteren Carl Bernhard voksede op i familiens gård på hjørnet af Strandgade og Torvegade og var øjenvidne til tumulterne, han senere skrev om.  Da fængslet hurtigt blev omringet af soldater, og flugt blev umuligt, satte fangerne i stedet ild til fængslet – måske som en hyldest til den 16-årige natmandsdreng, der i 1735 havde brændt Roskilde by ned som hævn.
Forvirringen var total, da fangerne brugte tællelygter fra de skumle gange til at sætte ild til alt brændbart. Efterhånden kunne røgen og flammerne ses over hele København. Efter mange timers kampe mellem fanger og militær, brandmænd og flammer, havde fangerne overtaget fængslet. Adskillelsen mellem mands- og kvindeafdelingen blev brudt ned, og de indsatte tog for sig af fængslets beholdning af øl og brændevin. Hele hovedbygningen stod i flammer, der forhindrede militæret i at trænge ind. Københavns frivillige brandkorps kæmpede mod ilden med primitive sprøjter og hjælp af den silende regn. På tagene omkring tugthuset tog soldater og civile borgere opstilling med skarpladte geværer, og ovre fra Christiansborg ankom Frederik 6. til hest med sin adjudantstab og gav forbitret ordre til angreb. De tre kanoner åbnede ild mod den brændende bygning, og der blev skudt fra tagene. En slagter stod på torvet og sigtede mod tagryggen, hvor en person stak hovedet frem. Slagteren skød, og manden rullede ud over kanten med et skrig og styrtede død til jorden. Det var et medlem af Københavns frivillige brandkorps. I nattemørket, mens dele af den brændende bygning styrtede sammen omkring dem, rykkede soldaterne frem og begyndte at forcere fangernes barrikader. I et udbrændt rum fandt de en fanges forkullede lig. Én efter én blev de indsatte drevet ud i fængselsgården.  En kvindelig fange, Pjalte-Ane, erfarede, at hendes kæreste (én af de 14, der var flygtet gennem fængselsdirektørens bolig) var ude. Hun skal så have sagt, at "det var godt at se, at de raskeste var borte, og kun skidtet tilbage!"
Bagbundet lå de overmandede fanger på maven, gennemblødte af regn, i Søkvæsthusets gård i det nuværende Christiania. Afhøringer blev omgående påbegyndt, og efter få timer blev syv anførere dødsdømt og henrettet ved standret udenfor Søkvæsthuset. Da forbedringshusets hovedbygning nu var nedbrændt til grunden, blev 120 kvindelige fanger anbragt på Søkvæsthusets loft; og året efter udlejedes fløjen mod Bådsmandsstræde til Københavns fængselsvæsen som tvangsarbejdshus.
Inden et døgn var alle de undvegne fanger igen bag lås og slå.  Yderligere syv blev dømt fra livet, og henrettet den efterfølgende lørdag i medfangernes påsyn. Den sidste, der blev ført til skafottet, var Søren Hansen Gammelmand. Hans afskedsreplik lød: "Jeg plejer den onde tordne mig ellers at være den første, og nu skal jeg være den sidste."
Det var den sidste offentlige massehenrettelse på dansk jord. Fangernes kår blev ikke bedret som følge af oprøret; tværtimod blev straffen for mytteri skærpet.

## Nyere tid
Fra 1870 blev bygningen til Christianshavns Straffeanstalt, bedre kendt som Kvindefængslet på Christianshavn. En ny fængselsbygning i tidens rundbuestil blev opført 1861-64 efter tegninger af N.S. Nebelong.
Bygningen blev nedrevet i 1928 i forbindelse med udvidelsen af Torvegade. På grunden blev det karakteristiske gule og hvide Lagkagehus opført ved Edvard Thomsen. Det tidligere Børnehustorv hedder nu Christianshavns Torv, men Børnehusbroen over Christianshavns Kanal vidner endnu om anstalten.